# جواو باولو برافو
جواو باولو برافو (بالبرتغالية: João Paulo Bravo) (7 يناير 1979 في البرازيل - ) هو لاعب كرة طائرة برازيلي في مركز ضارب خارجي ‏. لعب مع Arkas Spor ‏.

## وصلات خارجية
- جواو باولو برافو على موقع الاتحاد الأوروبي (الإنجليزية)
- جواو باولو برافو على موقع دوري الدرجة الأولى الإيطالي للكرة الطائرة - رجال (الإيطالية)